# KESQ-TV
KESQ-TV est un ensemble de cinq stations de télévision américaines détenues par le groupe News-Press & Gazette Company et diffusée sur la zone de Palm Springs en Californie.
Les cinq chaînes proposent chacun des programmes et affiliations différents. La diffusion se fait sur un émetteur haute fréquence, canal 42, avec sur le premier canal, l'affiliation est ABC, nommé canal 3 et sur le sous-signal; l'affiliation est CBS, nommé canal 2. Il y a trois émetteurs basse fréquence, le premier affilié à FOX, le second à Telemundo et le troisième à The CW.

## Diffusion
| Chaîne physique | Canal virtuel | Image | Ratio | Programmation     | Numéro de chaîne |
| --------------- | ------------- | ----- | ----- | ----------------- | ---------------- |
| 42              | 42.1          | 720p  | 16:9  | ABC               | KESQ 3           |
| 42              | 42.2          | 480i  | 4:3   | CBS               | KPSP 2           |
| 33              | 33.2          | 480i  | 4:3   | FOX               | KDFX 11          |
| 15              | 15.1          | 480i  | 4:3   | KUNA-LP/Telemundo | KUNA 15          |
| 2               | 2.3           | 480i  | 16:9  | KCWQ The CW       | KCWQ 2           |